# L'Épée (groupe)
Pour l’article homonyme, voir L'Épée.
L'Épée est un supergroupe de rock psychédélique franco-américain, originaire de Cabestany, dans les Pyrénées-Orientales. Il est formé en 2019 et composé de Lionel et Marie Limiñana (The Limiñanas), d’Anton Newcombe (The Brian Jonestown Massacre) et de la chanteuse et actrice Emmanuelle Seigner,.

## Biographie
Le projet est formé après une collaboration entre Emmanuelle Seigner et Lionel et Marie Limiñana pour la chanson Shadow People de l’album du même nom. La rencontre a lieu à Cabestany, dans les Pyrénées-Orientales. Rapidement, le trio décide d’enregistrer d’autres chansons pour constituer un album solo pour Emmanuelle Seigner. Une fois toutes les chansons enregistrées, celles-ci sont envoyées à Anton Newcombe pour qu’il mixe l’album. Celui-ci participe activement à sa création en ajoutant des guitares et d’autres instruments sur plusieurs pistes. Il finit par proposer au trio de constituer un super-groupe plutôt que d’en faire un projet solo d’Emmanuel Seigner,.  
En mai 2019, L'Épée sort un premier EP intitulé Dreams composé de trois chansons. L’album Diabolique sort le 6 septembre 2019. La sortie de l’album est suivie d’une tournée. Le premier concert a lieu au festival Levitation à Angers. Avant cette tournée, le groupe répète à Perpignan et se produit pour un showcase et un concert spectacle dans la salle du ElMediator. 
Bertrand Belin a participé à l’enregistrement de l’album. Il contribue à trois textes (Lou, On dansait avec elle et Grande) et chante sur la chanson On dansait avec elle en duo avec Emmanuelle Seigner. 